# Habuprionovolva
Genre
Synonymes
- Galera C. N. Cate, 1973[2]
- Galeravolva C. N. Cate, 1973[2]

Habuprionovolva est un genre de mollusques gastéropodes de la famille des Ovulidae.

## Liste des espèces
Selon World Register of Marine Species (13 juin 2015) :
- Habuprionovolva aenigma (Azuma & Cate, 1971)
- Habuprionovolva basilia (Cate, 1978)
- Habuprionovolva hervieri (Hedley, 1899)
- Habuprionovolva umbilicata (G. B. Sowerby II, 1848)

## Publication originale
- Azuma, 1970 : New genus Habuprionovolva (Ovulidae). Venus, vol. 28, n. 4, pp. 179-181.